# Enzo Kalinski
Enzo Kalinski (ur. 10 marca 1987 w Santiago del Estero) – argentyński piłkarz polskiego pochodzenia. Obecnie zawodnik Banfield gra na pozycji pomocnika.